# Nếu xuân này vắng anh
"Nếu xuân này vắng anh" là một bài hát nhạc vàng chủ đề xuân được nhiều người biết đến, phát hành lần đầu năm 1968.

## Hoàn cảnh sáng tác
Một chiều cuối tháng 12 năm 1967, tại buổi họp mặt với anh em gần hãng Dĩa Hát Việt Nam, Bảo Thu được bà chủ hãng đĩa triệu tập, nhờ sáng tác giúp một bài hát để đưa vào tuyển tập nhạc xuân 1968. Vì đang say rượu nên khi được hỏi có bài chưa, Bảo Thu ngay lập tức trả lời là đã sáng tác rồi, hứa sáng hôm sau sẽ mang đến. Tối đó đi về do nhậu say nên ông đã quên đi việc này, đến sáng hôm sau mới nhớ ra. Tranh thủ thời gian tập dợt với nhạc sĩ Quốc Dũng, ông sáng tác lời cho ca khúc Nếu xuân này vắng anh. Theo Bảo Thu, ông gọi là "viết ẩu" để kịp giờ đi giao. Khi giao xong, bà chủ hỏi ông liệu ai hát bài này là phù hợp. Do không tự tin với ca khúc mới, Bảo Thu chọn một ca sĩ trẻ lúc đó là Trúc Ly. Bài hát được thu âm vào dĩa hát Việt Nam với phần hòa âm của nhạc sĩ Văn Phụng.
Bài hát được nhạc sĩ Bảo Thu dành tặng cho người mà ông yêu thầm lúc đó là ca sĩ Phương Anh. Tuy vậy, phần lớn khán giả lầm tưởng rằng bài hát là nỗi lòng người phụ nữ có bạn đời đang trong chiến tuyến.

## Bản thu nổi bật
- 1992 - Tuấn Vũ (Thuý Anh)
- 1998 - Phi Nhung (Làng Văn)
- 2006 - Minh Tuyết (Thuý Nga)
- 2007 - Cẩm Ly (Kim Lợi)
- 2007 - Quang Dũng (Viết Tân)
- 2008 - Băng Tâm (Asia)

## Đón nhận
Nếu xuân này vắng anh được cho là một trong những bài hát nhạc vàng về mùa xuân thành công nhất với lượng đĩa tiêu thụ lớn. Cho đến tận nay, bài hát vẫn được nhiều ca sĩ trong nước và hải ngoại trình bày lại mỗi dịp tết đến xuân về, với trên 50 bản thu âm. Đến năm 2007, trước tết nguyên đán Đinh Hợi, Nếu xuân này vắng anh đã được Cục Nghệ thuật biểu diễn cho phép phổ biến rộng rãi trên toàn Việt Nam. Năm 2016, nhân dịp bài hát Ly rượu mừng được cấp phép phổ biến sau hơn 60 năm, Hãng phim Phương Nam đã phát hành CD Hợp tuyển Xuân Chọn Lọc, trong đó có bài Nếu xuân này vắng anh.